# Camptobrachys sarawakensis
Camptobrachys sarawakensis – gatunek chrząszcza z rodziny czarnuchowatych i podrodziny Stenochiinae.

## Taksonomia
Gatunek ten opisany został po raz pierwszy w 2011 roku przez Rolanda Grimma na łamach „Stuttgarter Beiträge zur Naturkunde”. Jako lokalizację typową wskazano Permai Rainforest Resort w malezyjskim Sarawaku na Borneo.

## Morfologia
Chrząszcz o silnie wysklepionym ciele długości od 9 do 11,4 mm i szerokości od 4,4 do 5,6 mm. Ubarwienie ma kasztanowe, przy czym odnóża są rudobrązowe z czarnymi wierzchołkami ud i stopami.
Głowa ma płytkie wcięcia między płaskim i na przedniej krawędzi prostym nadustkiem a wyniesionymi policzkami, płaskie czoło oraz szerokie i głębokie bruzdy okołooczne.
Sercowate, najszersze przed środkiem długości, drobno punktowane przedplecze ma prawie prostą krawędź przednią, rozwarte i zaokrąglone kąty przednie, łukowate w części przedniej i prawie proste w tylnej, ostro obrzeżone krawędzie boczne, rozwarte kąty tylne oraz łukowatą krawędź tylną. Odwrotnie jajowate do niemal okrągłych, silnie sklepione pokrywy mają głębokie, punktowane rzędy, mocno wypukłe, gładkie międzyrzędy  oraz od góry widoczne tylko na przedzie i w tyle krawędzie boczne. Wyrostek przedpiersia jest ku dołowi zagięty i ku zaokrąglonemu szczytowi poszerzony. Długie i chude odnóża cechują się prostymi, prawie walcowatymi goleniami.

## Rozprzestrzenienie
Owad orientalny, endemiczny dla Malezji i Borneo, znany tylko z Sarawaku. Spotykany na wysokości między 20 a 300 m n.p.m.